# Croix-en-Ternois
Croix-en-Ternois è un comune francese di 302 abitanti situato nel dipartimento del Passo di Calais nella regione dell'Alta Francia.

## Storia

### Simboli
Lo stemma del comune si blasona:
Queste erano le insegne della famiglia Le Viézier de Pipemont, signori del villaggio per tre secoli, dal 1475 fino alla seconda metà del XVIII secolo.

## Società

### Evoluzione demografica
Abitanti censiti